# Eishockey-Weltmeisterschaft der U18-Frauen 2018
Die 11. Eishockey-Weltmeisterschaften der U18-Frauen der Internationalen Eishockey-Föderation IIHF waren die Eishockey-Weltmeisterschaften des Jahres 2018 in der Altersklasse der Unter-Achtzehnjährigen (U18). Insgesamt nahmen zwischen dem 6. Januar und 4. Februar 2018 25 Nationalmannschaften an den vier Turnieren der Top-Division, der Divisionen IA und IB sowie der Qualifikation zur Division IB im folgenden Jahr teil.

## Teilnehmer, Austragungsorte und -zeiträume
- Top-Division: 6. bis 13. Januar 2018 in Dmitrow, Russland

Teilnehmer:  Deutschland (Aufsteiger),  Finnland,  Kanada,  Russland,  Schweden,  Schweiz,  Tschechien,  USA (Titelverteidiger)
- Division I
  - Gruppe A: 8. bis 14. Januar 2018 in Asiago, Italien
Teilnehmer:  Italien (Aufsteiger),  Japan (Absteiger),  Norwegen,  Österreich,  Slowakei,  Ungarn
  - Gruppe B: 6. bis 12. Januar 2018 in Katowice, Polen
Teilnehmer:  Australien (Aufsteiger),  Volksrepublik China,  Dänemark,  Frankreich (Absteiger),  Großbritannien,  Polen

- Qualifikation zur Division IB: 30. Januar bis 4. Februar 2018 in Mexiko-Stadt, Mexiko

Teilnehmer:  Kasachstan (Absteiger),  Mexiko,  Niederlande (Neuling),  Spanien,  Türkei (Neuling)
 Rumänien meldete als letztjähriger Teilnehmer an der Qualifikation zur Gruppe B der Division I keine Mannschaft.

## Top-Division
Die U18-Weltmeisterschaft der Top-Division wurde vom 6. bis 13. Januar 2018 in Dmitrow im Oblast Moskau in Russland ausgetragen. Die Spiele fanden im Eispalast Dmitrow statt, dessen Haupthalle Platz für 2.500 Zuschauer bietet. In der benachbarten Trainingshalle finden 100 Zuschauer Platz.
Am Turnier nahmen acht Nationalmannschaften teil, die in zwei leistungsmäßig abgestuften Gruppen zu je vier Teams spielten. Dabei setzten sich die beiden Gruppen nach den Platzierungen der Nationalmannschaften bei der Weltmeisterschaft 2017 nach folgendem Schlüssel zusammen:
| Gruppe A     | Gruppe B        |
| USA (1)      | Finnland (5)    |
| Kanada (2)   | Tschechien (6)  |
| Russland (3) | Schweiz (7)     |
| Schweden (4) | Deutschland (9) |

### Modus
Nach den Gruppenspielen der Vorrunde qualifizierten sich der Gruppenerste und -zweite der Gruppe A direkt für das Halbfinale. Der Dritte und Vierte derselben Gruppe erreichten das Viertelfinale. In der Gruppe B gilt dies für den Gruppenersten und -zweiten. Die Teams im Viertelfinale bestritten je ein Qualifikationsspiel zur Halbfinalteilnahme. Der Dritte und Vierte der Gruppe B bestritten eine Best-of-Three-Runde um den siebten Platz sowie den Abstieg in die Division IA.

### Austragungsort
| \| Dmitrow \|                        |
| Austragungsort der Weltmeisterschaft |
| Dmitrow                              |

| Dmitrow |

### Vorrunde

#### Gruppe A
| 6. Januar 2018 15:30 Uhr (Ortszeit) | Kanada | 2:3 (0:1, 0:1, 2:1) Spielbericht | Russland | Eispalast (Haupthalle), Dmitrow Zuschauer: 2.281 |

| 6. Januar 2018 19:30 Uhr | USA | 2:1 n. V. (1:0, 0:0, 0:1, 1:0) Spielbericht | Schweden | Eispalast (Haupthalle), Dmitrow Zuschauer: 475 |

| 7. Januar 2018 15:30 Uhr | Russland | 3:5 (0:4, 1:1, 2:0) Spielbericht | USA | Eispalast (Haupthalle), Dmitrow Zuschauer: 2.557 |

| 7. Januar 2018 19:30 Uhr | Kanada | 4:0 (2:0, 0:0, 2:0) Spielbericht | Schweden | Eispalast (Haupthalle), Dmitrow Zuschauer: 1.205 |

| 9. Januar 2018 15:30 Uhr | USA | 6:2 (1:1, 4:0, 1:1) Spielbericht | Kanada | Eispalast (Haupthalle), Dmitrow Zuschauer: 1.013 |

| 9. Januar 2018 19:30 Uhr | Schweden | 2:0 (2:0, 0:0, 0:0) Spielbericht | Russland | Eispalast (Haupthalle), Dmitrow Zuschauer: 2.518 |

| Pl. |          | Sp | S | OTS | OTN | N | Tore | Punkte |
| 1.  | USA      | 3  | 2 | 1   | 0   | 0 | 13:6 | 8      |
| 2.  | Schweden | 3  | 1 | 0   | 1   | 1 | 3:6  | 4      |
| 3.  | Russland | 3  | 1 | 0   | 0   | 2 | 6:9  | 3      |
| 4.  | Kanada   | 3  | 1 | 0   | 0   | 2 | 8:9  | 3      |

Abkürzungen: Pl. = Platz, Sp = Spiele, S = Siege, OTS = Siege nach Verlängerung (Overtime) oder Penaltyschießen, OTN = Niederlagen nach Verlängerung oder Penaltyschießen, N = Niederlagen

Erläuterungen: Halbfinalqualifikant, Viertelfinalqualifikant

#### Gruppe B
| 6. Januar 2018 15:30 Uhr (Ortszeit) | Tschechien | 4:3 (0:1, 3:1, 1:1) Spielbericht | Schweiz | Eispalast (Trainingshalle), Dmitrow Zuschauer: 118 |

| 6. Januar 2018 19:30 Uhr | Finnland | 4:1 (2:0, 2:1, 0:0) Spielbericht | Deutschland | Eispalast (Trainingshalle), Dmitrow Zuschauer: 102 |

| 7. Januar 2018 15:30 Uhr | Tschechien | 1:2 n. V. (0:1, 1:0, 0:0, 0:1) Spielbericht | Deutschland | Eispalast (Trainingshalle), Dmitrow Zuschauer: 116 |

| 7. Januar 2018 19:30 Uhr | Schweiz | 2:3 (1:1, 1:0, 0:2) Spielbericht | Finnland | Eispalast (Trainingshalle), Dmitrow Zuschauer: 112 |

| 9. Januar 2018 15:30 Uhr | Deutschland | 2:1 (1:1, 1:0, 0:0) Spielbericht | Schweiz | Eispalast (Trainingshalle), Dmitrow Zuschauer: 92 |

| 9. Januar 2018 19:30 Uhr | Finnland | 2:3 (1:1, 1:1, 0:1) Spielbericht | Tschechien | Eispalast (Trainingshalle), Dmitrow Zuschauer: 105 |

| Pl. |             | Sp | S | OTS | OTN | N | Tore | Punkte |
| 1.  | Tschechien  | 3  | 2 | 0   | 1   | 0 | 8:7  | 7      |
| 2.  | Finnland    | 3  | 2 | 0   | 0   | 1 | 9:6  | 6      |
| 3.  | Deutschland | 3  | 1 | 1   | 0   | 1 | 5:6  | 5      |
| 4.  | Schweiz     | 3  | 0 | 0   | 0   | 3 | 6:9  | 0      |

Abkürzungen: Pl. = Platz, Sp = Spiele, S = Siege, OTS = Siege nach Verlängerung (Overtime) oder Penaltyschießen, OTN = Niederlagen nach Verlängerung oder Penaltyschießen, N = Niederlagen

Erläuterungen: Viertelfinalqualifikant, Abstiegsrundenqualifikant

### Abstiegsrunde
Die Relegationsrunde wird im Modus Best-of-Three ausgetragen. Hierbei treffen der Dritt- und Viertplatzierte der Gruppe B aufeinander. Die Mannschaft, die von maximal drei Spielen zuerst zwei für sich entscheiden kann, verbleibt in der WM-Gruppe, der Verlierer steigt in die Division I ab.
| 10. Januar 2018 15:30 Uhr (Ortszeit) | Deutschland | 3:7 (0:3, 0:3, 3:1) Spielbericht Stand: 0:1 | Schweiz | Eispalast (Trainingshalle), Dmitrow Zuschauer: 84 |

| 12. Januar 2018 15:30 Uhr | Schweiz | 3:0 (1:0, 2:0, 0:0) Spielbericht Stand: 2:0 | Deutschland | Eispalast (Trainingshalle), Dmitrow Zuschauer: 74 |

### Finalrunde
|  | Viertelfinale    | Viertelfinale | Viertelfinale |    |          | Halbfinale | Halbfinale | Halbfinale |    |          | Finale           | Finale           | Finale           |
|  |                  |               |               |    |          |            |            |            |    |          |                  |                  |                  |
|  |                  |               |               |    |          | A1         | USA        | 4          |    |          |                  |                  |                  |
|  | A4               | Kanada        | 3             |    |          | A4         | Kanada     | 3          |    |          |                  |                  |                  |
|  | B1               | Tschechien    | 1             |    |          |            |            |            |    | A1       | USA              | 9                |                  |
|  |                  |               |               |    | A2       | Schweden   | 3          |            |    |          |                  |                  |                  |
|  |                  |               |               | A2 | Schweden | 2          |            |            |    |          |                  |                  |                  |
|  | A3               | Russland      | 2             |    |          | A3         | Russland   | 1          |    |          | Spiel um Platz 3 | Spiel um Platz 3 | Spiel um Platz 3 |
|  | B2               | Finnland      | 0             |    |          |            |            |            | A3 | Russland | 1                |                  |                  |
|  |                  |               |               | A4 | Kanada   | 5          |            |            |    |          |                  |                  |                  |
|  |                  |               |               |    |          |            |            |            |    |          |                  |                  |                  |
|  | Spiel um Platz 5 |               |               |    |          |            |            |            |    |          |                  |                  |                  |
|  | B1               | Tschechien    | 1             |    |          |            |            |            |    |          |                  |                  |                  |
|  | B2               | Finnland      | 2             |    |          |            |            |            |    |          |                  |                  |                  |

#### Viertelfinale
| 10. Januar 2018 15:30 Uhr (Ortszeit) | Kanada | 3:1 (0:0, 3:0, 0:1) Spielbericht | Tschechien | Eispalast (Haupthalle), Dmitrow Zuschauer: 715 |

| 10. Januar 2018 19:30 Uhr | Russland | 2:0 (0:0, 2:0, 0:0) Spielbericht | Finnland | Eispalast (Haupthalle), Dmitrow Zuschauer: 2.418 |

#### Spiel um Platz 5
| 12. Januar 2018 19:30 Uhr | Tschechien | 1:2 (0:0, 0:1, 1:1) Spielbericht | Finnland | Eispalast (Trainingshalle), Dmitrow Zuschauer: 99 |

#### Halbfinale
| 12. Januar 2018 15:30 Uhr | USA | 4:3 n. P. (1:1, 0:2, 2:0, 0:0, 1:0) Spielbericht | Kanada | Eispalast (Haupthalle), Dmitrow Zuschauer: 1.295 |

| 12. Januar 2018 19:30 Uhr | Schweden | 2:1 (0:0, 1:0, 1:1) Spielbericht | Russland | Eispalast (Haupthalle), Dmitrow Zuschauer: 2.718 |

#### Spiel um Platz 3
| 13. Januar 2018 15:30 Uhr | Russland | 1:5 (0:1, 0:2, 1:2) Spielbericht | Kanada | Eispalast (Haupthalle), Dmitrow Zuschauer: 2.503 |

#### Finale
| 13. Januar 2018 19:30 Uhr | USA | 9:3 (3:1, 6:0, 0:2) Spielbericht | Schweden | Eispalast (Haupthalle), Dmitrow Zuschauer: 2.053 |

### Statistik

#### Beste Scorerinnen
Abkürzungen: Sp = Spiele, T = Tore, V = Assists, Pkt = Punkte, +/− = Plus/Minus, SM = Strafminuten; Fett: Turnierbestwert
| Spieler              | Team       | Sp | T | V | Pkt | +/− | SM |
| -------------------- | ---------- | -- | - | - | --- | --- | -- |
| Lisa Rüedi           | Schweiz    | 5  | 6 | 5 | 11  | ±0  | 0  |
| Rahel Enzler         | Schweiz    | 5  | 3 | 6 | 9   | +2  | 0  |
| Makenna Webster      | USA        | 5  | 2 | 7 | 9   | +8  | 0  |
| Britta Curl          | USA        | 5  | 4 | 4 | 8   | +6  | 2  |
| Taylor Heise         | USA        | 5  | 4 | 4 | 8   | +7  | 12 |
| Dominique Petrie     | USA        | 5  | 3 | 5 | 8   | +7  | 8  |
| Kristýna Kaltounková | Tschechien | 5  | 3 | 4 | 7   | +6  | 10 |
| Elisa Holopainen     | Finnland   | 5  | 1 | 6 | 7   | +7  | 0  |
| Alexie Guay          | Kanada     | 5  | 1 | 6 | 7   | +2  | 10 |
| Abbey Murphy         | USA        | 5  | 4 | 2 | 6   | +6  | 2  |

#### Beste Torhüterinnen
Abkürzungen: Sp = Spiele, Min = Eiszeit (in Minuten), GT = Gegentore, SO = Shutouts, Sv% = gehaltene Schüsse (in %), GTS = Gegentorschnitt; Fett: Turnierbestwert
| Spieler              | Team       | Sp | Min    | GT | SO | Sv%   | GTS  |
| -------------------- | ---------- | -- | ------ | -- | -- | ----- | ---- |
| Sanni Ahola          | Finnland   | 5  | 299:07 | 9  | 0  | 92,91 | 1,81 |
| Dijana Farchutdinowa | Russland   | 6  | 343:23 | 12 | 1  | 92,45 | 2,10 |
| Anna Amholt          | Schweden   | 4  | 208:25 | 11 | 1  | 91,85 | 3,17 |
| Saskia Maurer        | Schweiz    | 5  | 297:52 | 12 | 1  | 91,37 | 2,42 |
| Kristýna Bláhová     | Tschechien | 5  | 301:36 | 12 | 0  | 90,98 | 2,39 |

### Abschlussplatzierungen
| Pl. | Team        |
| --- | ----------- |
| 1   | USA         |
| 2   | Schweden    |
| 3   | Kanada      |
| 4   | Russland    |
| 5   | Finnland    |
| 6   | Tschechien  |
| 7   | Schweiz     |
| 8   | Deutschland |

### Titel, Auf- und Abstieg
| Weltmeister USA | Hannah Bilka, Madison Bizal, Anne Bloomer, Kelly Browne, Britta Curl, Lily Farden, Maggie Flaherty, Calla Frank, Hadley Hartmetz, Taylor Heise, Katy Knoll, Abbey Murphy, Maggie Nicholson, Elizabeth Norton, Casey O’Brien, Gracie Ostertag, Dominique Petrie, Lindsay Reed, Syd Shearen, Allyson Simpson, Makenna Webster, Madeline Wethington Trainer: Joel Johnson |

| Silber Schweden | Selina Aho, Anna Amholt, Jenny Antonsson, Malou Berggren, Maja Beverin, Lova Blom, Josefin Bouveng, Fanny Brolin, Miranda Dahlgren, Estelle Forsberg, Linnéa Johansson, Thea Johansson, Jennifer Karlsson, Nathalie Lidman, Lina Ljungblom, Sofie Lundin, Ronja Mogren, Maja Nylén Persson, Vendela Olsson, Mina Waxin, Agnes Wilhelmsson, Ethel Wilhelmsson Trainerin: Ylva Martinsen |

| Bronze Kanada | Lexie Adzija, Zoe Boyd, Maggie Connors, Courtney Correia, Claire Dalton, Sarah Fillier, Jessica Forcey, Julia Gosling, Alexie Guay, Taylor Kirwan, Courtney Kollman, Maggie MacEachern, Maddie McArthur, Brooke McQuigge, Abygail Moloughney, Mackenna Parker, Emily Rickwood, Grace Shirley, Willow Slobodzian, Audrey-Anne Veillette, Courtney Vorster, Kendra Woodland Trainer: Delaney Collins |

| Absteiger in die Division IA:   | Deutschland |
| Aufsteiger in die Top-Division: | Japan       |

### Auszeichnungen
Spielertrophäen
| Auszeichnung          | Spielerin       | Team     |
| --------------------- | --------------- | -------- |
| Beste Torhüterin      | Anna Amholt     | Schweden |
| Beste Verteidigerin   | Gracie Ostertag | USA      |
| Beste Stürmerin       | Taylor Heise    | USA      |
| Wertvollste Spielerin | Taylor Heise    | USA      |

All-Star-Team
| Angriff:      | Taylor Heise – Makenna Webster – Ilona Markowa |
| Verteidigung: | Alexie Guay – Maja Nylén Persson               |
| Tor:          | Anna Amholt                                    |

## Division I

### Gruppe A in Asiago, Italien
Das Turnier der Gruppe A der Division I wurde vom 8. bis 14. Januar 2018 in der italienischen Stadt Asiago ausgetragen. Die Spiele fanden im 3.000 Zuschauer fassenden Pala Hodegart statt. Insgesamt besuchten 4.110 Zuschauer die 15 Turnierspiele, was einem Schnitt von 274 pro Partie entspricht.
| 8. Januar 2018 14:00 Uhr (Ortszeit) | Ungarn | 2:6 (1:3, 1:1, 0:2) Spielbericht | Slowakei | Pala Hodegart, Asiago Zuschauer: 120 |

| 8. Januar 2018 17:30 Uhr | Österreich | 3:1 (0:1, 3:0, 0:0) Spielbericht | Norwegen | Pala Hodegart, Asiago Zuschauer: 110 |

| 8. Januar 2018 21:00 Uhr | Italien | 0:2 (0:1, 0:0, 0:1) Spielbericht | Japan | Pala Hodegart, Asiago Zuschauer: 400 |

| 9. Januar 2018 13:30 Uhr | Slowakei | 5:2 (3:1, 2:1, 0:0) Spielbericht | Österreich | Pala Hodegart, Asiago Zuschauer: 160 |

| 9. Januar 2018 17:00 Uhr | Japan | 6:1 (1:1, 1:0, 4:0) Spielbericht | Ungarn | Pala Hodegart, Asiago Zuschauer: 140 |

| 9. Januar 2018 20:30 Uhr | Norwegen | 0:1 (0:0, 0:1, 0:0) Spielbericht | Italien | Pala Hodegart, Asiago Zuschauer: 350 |

| 11. Januar 2018 13:30 Uhr | Japan | 5:0 (0:0, 4:0, 1:0) Spielbericht | Österreich | Pala Hodegart, Asiago Zuschauer: 130 |

| 11. Januar 2018 17:00 Uhr | Slowakei | 2:0 (0:0, 0:0, 2:0) Spielbericht | Norwegen | Pala Hodegart, Asiago Zuschauer: 130 |

| 11. Januar 2018 20:30 Uhr | Italien | 2:3 (1:0, 1:1, 0:2) Spielbericht | Ungarn | Pala Hodegart, Asiago Zuschauer: 420 |

| 12. Januar 2018 13:30 Uhr | Norwegen | 0:5 (0:0, 0:2, 0:3) Spielbericht | Japan | Pala Hodegart, Asiago Zuschauer: 140 |

| 12. Januar 2018 17:00 Uhr | Ungarn | 0:1 (0:1, 0:0, 0:0) Spielbericht | Österreich | Pala Hodegart, Asiago Zuschauer: 200 |

| 12. Januar 2018 20:30 Uhr | Slowakei | 5:4 n. V. (1:1, 1:3, 2:0, 1:0) Spielbericht | Italien | Pala Hodegart, Asiago Zuschauer: 380 |

| 14. Januar 2018 13:30 Uhr | Norwegen | 3:2 n. P. (2:1, 0:0, 0:1, 0:0, 1:0) Spielbericht | Ungarn | Pala Hodegart, Asiago Zuschauer: 230 |

| 14. Januar 2018 17:00 Uhr | Japan | 3:0 (3:0, 0:0, 0:0) Spielbericht | Slowakei | Pala Hodegart, Asiago Zuschauer: 500 |

| 14. Januar 2018 20:30 Uhr | Österreich | 4:6 (0:1, 4:2, 0:3) Spielbericht | Italien | Pala Hodegart, Asiago Zuschauer: 700 |

| Pl. |            | Sp | S | OTS | OTN | N | Tore  | Punkte |
| 1.  | Japan      | 5  | 5 | 0   | 0   | 0 | 21:01 | 15     |
| 2.  | Slowakei   | 5  | 3 | 1   | 0   | 1 | 18:11 | 11     |
| 3.  | Italien    | 5  | 2 | 0   | 1   | 2 | 13:14 | 7      |
| 4.  | Österreich | 5  | 2 | 0   | 0   | 3 | 10:17 | 6      |
| 5.  | Ungarn     | 5  | 1 | 0   | 1   | 3 | 08:18 | 4      |
| 6.  | Norwegen   | 5  | 0 | 1   | 0   | 4 | 04:13 | 2      |

Abkürzungen: Pl. = Platz, Sp = Spiele, S = Siege, OTS = Siege nach Verlängerung (Overtime) oder Penaltyschießen, OTN = Niederlagen nach Verlängerung oder Penaltyschießen, N = Niederlagen

Erläuterungen: Aufsteiger in die Top-Division, Absteiger in die Division IB

### Gruppe B in Katowice, Polen
Das Turnier der Gruppe B der Division I wurde vom 6. bis 12. Januar 2018 im polnischen Katowice ausgetragen. Die Spiele fanden in der 1.417 Zuschauer fassenden Lodowisko Jantor statt. Insgesamt besuchten 3.287 Zuschauer die 15 Turnierspiele, was einem Schnitt von 219 pro Partie entspricht.
| 6. Januar 2018 13:00 Uhr (Ortszeit) | Großbritannien | 1:6 (0:3, 0:3, 1:0) Spielbericht | Dänemark | Lodowisko Jantor, Katowice Zuschauer: 100 |

| 6. Januar 2018 16:30 Uhr | Volksrepublik China | 1:5 (0:2, 0:1, 1:2) Spielbericht | Polen | Lodowisko Jantor, Katowice Zuschauer: 400 |

| 6. Januar 2018 20:00 Uhr | Australien | 1:6 (0:3, 0:1, 1:2) Spielbericht | Frankreich | Lodowisko Jantor, Katowice Zuschauer: 65 |

| 7. Januar 2018 13:00 Uhr | Frankreich | 2:0 (0:0, 0:0, 2:0) Spielbericht | Großbritannien | Lodowisko Jantor, Katowice Zuschauer: 70 |

| 7. Januar 2018 16:30 Uhr | Polen | 8:2 (2:0, 4:1, 2:1) Spielbericht | Australien | Lodowisko Jantor, Katowice Zuschauer: 525 |

| 7. Januar 2018 20:00 Uhr | Dänemark | 10:0 (2:0, 5:0, 3:0) Spielbericht | Volksrepublik China | Lodowisko Jantor, Katowice Zuschauer: 70 |

| 9. Januar 2018 13:00 Uhr | Frankreich | 5:2 (1:1, 1:0, 3:1) Spielbericht | Volksrepublik China | Lodowisko Jantor, Katowice Zuschauer: 210 |

| 9. Januar 2018 16:30 Uhr | Dänemark | 3:1 (0:1, 0:0, 3:0) Spielbericht | Polen | Lodowisko Jantor, Katowice Zuschauer: 350 |

| 9. Januar 2018 20:00 Uhr | Australien | 1:5 (0:0, 1:2, 0:3) Spielbericht | Großbritannien | Lodowisko Jantor, Katowice Zuschauer: 75 |

| 11. Januar 2018 13:00 Uhr | Dänemark | 9:1 (5:1, 3:0, 1:0) Spielbericht | Australien | Lodowisko Jantor, Katowice Zuschauer: 50 |

| 11. Januar 2018 16:30 Uhr | Polen | 1:3 (0:0, 0:2, 1:1) Spielbericht | Frankreich | Lodowisko Jantor, Katowice Zuschauer: 340 |

| 11. Januar 2018 20:00 Uhr | Großbritannien | 1:4 (0:1, 0:0, 1:3) Spielbericht | Volksrepublik China | Lodowisko Jantor, Katowice Zuschauer: 50 |

| 12. Januar 2018 13:00 Uhr | Volksrepublik China | 2:1 n. V. (0:0, 1:1, 0:0, 1:0) Spielbericht | Australien | Lodowisko Jantor, Katowice Zuschauer: 102 |

| 12. Januar 2018 16:30 Uhr | Frankreich | 0:2 (0:2, 0:0, 0:0) Spielbericht | Dänemark | Lodowisko Jantor, Katowice Zuschauer: 200 |

| 12. Januar 2018 20:00 Uhr | Polen | 2:0 (1:0, 0:0, 1:0) Spielbericht | Großbritannien | Lodowisko Jantor, Katowice Zuschauer: 680 |

| Pl. |                     | Sp | S | OTS | OTN | N | Tore  | Punkte |
| 1.  | Dänemark            | 5  | 5 | 0   | 0   | 0 | 30:03 | 15     |
| 2.  | Frankreich          | 5  | 4 | 0   | 0   | 1 | 16:06 | 12     |
| 3.  | Polen               | 5  | 3 | 0   | 0   | 2 | 17:09 | 9      |
| 4.  | Volksrepublik China | 5  | 1 | 1   | 0   | 3 | 09:22 | 5      |
| 5.  | Großbritannien      | 5  | 1 | 0   | 0   | 4 | 07:15 | 3      |
| 6.  | Australien          | 5  | 0 | 0   | 1   | 4 | 06:30 | 1      |

Abkürzungen: Pl. = Platz, Sp = Spiele, S = Siege, OTS = Siege nach Verlängerung (Overtime) oder Penaltyschießen, OTN = Niederlagen nach Verlängerung oder Penaltyschießen, N = Niederlagen

Erläuterungen: Aufsteiger in die Division IA, Absteiger in die Qualifikation zur Division IB

### Auf- und Abstieg
| Absteiger in die Division IA:                   | Deutschland |
| Aufsteiger in die Top-Division:                 | Japan       |
| Absteiger in die Division IB:                   | Norwegen    |
| Aufsteiger in die Division IA:                  | Dänemark    |
| Absteiger in die Qualifikation zur Division IB: | Australien  |
| Aufsteiger in die Division IB:                  | Niederlande |

## Qualifikation zur Division IB
Das Qualifikationsturnier zur Gruppe B der Division I für das Jahr 2019 wurde vom 30. Januar bis 4. Februar 2018 in der mexikanischen Hauptstadt Mexiko-Stadt ausgetragen. Die Spiele fanden im 4.155 Zuschauer fassenden Icedome México Sur statt. Insgesamt besuchten 1.140 Zuschauer die zehn Turnierspiele, was einem Schnitt von 114 pro Partie entspricht.
| 30. Januar 2018 16:30 Uhr (Ortszeit) | 30. Januar 2018 23:30 Uhr (MEZ) | Niederlande | 4:2 (0:0, 2:2, 2:0) Spielbericht | Spanien | Icedome, Mexiko-Stadt Zuschauer: 100 |

| 30. Januar 2018 20:00 Uhr | 31. Januar 2018 3:00 Uhr | Mexiko | 4:3 (0:3, 2:0, 2:0) Spielbericht | Kasachstan | Icedome, Mexiko-Stadt Zuschauer: 250 |

| 31. Januar 2018 13:30 Uhr | 31. Januar 2018 20:30 Uhr | Türkei | 1:12 (0:5, 1:4, 0:3) Spielbericht | Niederlande | Icedome, Mexiko-Stadt Zuschauer: 60 |

| 1. Februar 2018 16:30 Uhr | 1. Februar 2018 23:30 Uhr | Kasachstan | 14:1 (5:0, 5:1, 4:0) Spielbericht | Türkei | Icedome, Mexiko-Stadt Zuschauer: 50 |

| 1. Februar 2018 20:00 Uhr | 2. Februar 2018 3:00 Uhr | Spanien | 1:4 (0:0, 1:3, 0:1) Spielbericht | Mexiko | Icedome, Mexiko-Stadt Zuschauer: 200 |

| 2. Februar 2018 20:00 Uhr | 3. Februar 2018 3:00 Uhr | Niederlande | 5:2 (2:1, 1:1, 2:0) Spielbericht | Kasachstan | Icedome, Mexiko-Stadt Zuschauer: 50 |

| 3. Februar 2018 16:30 Uhr | 3. Februar 2018 23:30 Uhr | Spanien | 10:0 (2:0, 1:0, 7:0) Spielbericht | Türkei | Icedome, Mexiko-Stadt Zuschauer: 50 |

| 3. Februar 2018 20:00 Uhr | 4. Februar 2018 3:00 Uhr | Mexiko | 0:4 (0:1, 0:1, 0:2) Spielbericht | Niederlande | Icedome, Mexiko-Stadt Zuschauer: 200 |

| 4. Februar 2018 16:30 Uhr | 4. Februar 2018 23:30 Uhr | Kasachstan | 1:3 (0:2, 1:0, 0:1) Spielbericht | Spanien | Icedome, Mexiko-Stadt Zuschauer: 30 |

| 4. Februar 2018 20:00 Uhr | 5. Februar 2018 3:00 Uhr | Türkei | 1:3 (1:0, 0:1, 0:2) Spielbericht | Mexiko | Icedome, Mexiko-Stadt Zuschauer: 150 |

| Pl. |             | Sp | S | OTS | OTN | N | Tore  | Punkte |
| 1.  | Niederlande | 4  | 4 | 0   | 0   | 0 | 25:05 | 12     |
| 2.  | Mexiko      | 4  | 3 | 0   | 0   | 1 | 11:09 | 9      |
| 3.  | Spanien     | 4  | 2 | 0   | 0   | 2 | 16:09 | 6      |
| 4.  | Kasachstan  | 4  | 2 | 0   | 0   | 2 | 20:13 | 3      |
| 5.  | Türkei      | 4  | 0 | 0   | 0   | 4 | 03:39 | 0      |

Abkürzungen: Pl. = Platz, Sp = Spiele, S = Siege, OTS = Siege nach Verlängerung (Overtime) oder Penaltyschießen, OTN = Niederlagen nach Verlängerung oder Penaltyschießen, N = Niederlagen

Erläuterungen: Aufsteiger in die Division IB

### Auf- und Abstieg
| Absteiger in die Qualifikation zur Division IB: | Australien  |
| Aufsteiger in die Division IB:                  | Niederlande |